# Elisabeth Kloß
Elisabeth Kloß (* 2. November 1897 in Memel, Ostpreußen; † 4. August 1970 in Stuttgart) war eine deutsche Archivarin und Historikerin in Danzig und Stuttgart.

## Leben
Die Familie siedelte 1900 nach Danzig über, wo der Vater Philipp Kloß ein Geschäft betrieb. Elisabeth besuchte die Viktoriaschule.
Seit 1917 arbeitete sie im Staatsarchiv Danzig. Seit 1921 war sie Hilfskraft der wissenschaftlichen Mitarbeiter. Von 1926 bis 1929 studierte Elisabeth Kloß Geschichte und Kunstgeschichte an der Technischen Hochschule in Danzig. Seit 1927 war sie Mitarbeiterin des Archivdirektors. 1942 wurde Elisabeth Kloß Mitarbeiterin im Landesamt für Denkmalpflege. Im Frühjahr 1945 half sie, Bestände des Staatsarchivs zu sichern. Seit Mai 1945 arbeitete Kloß in der Städtischen Bibliothek in Danzig. Im Oktober erhielt sie die polnische Staatsbürgerschaft. Seit Ende 1946 war Elisabeth Kloß als wissenschaftliche Mitarbeiterin im Staatsarchiv angestellt.
1957 siedelte sie nach Stuttgart über, wo sie noch einige Zeit im Hauptstaatsarchiv tätig war.

## Publikationen (Auswahl)
Elisabeth Kloß veröffentlichte einige historische Schriften über Danzig und Städte der Umgebung, vor allem mit Archivmaterial des Staatsarchivs. 
- Das Bürgerbuch der Stadt Konitz von 1150–1850, Danzig 1927, Neudruck Münster 2004
- Das Grundbuch der Stadt Dirschau, Danzig 1929
- Pestepidemien in Danzig, in Sammelwerk der gesundheitlichen Fürsorgeeinrichtungen im Gebiet der Freien Stadt Danzig, Düsseldorf 1928, S. 15–18.
- Die Geschichte der Speicher-Armen-Kasse in Danzig von 1633–1933, Danzig [1935]
- Das Staatsarchiv Danzig nach 1945, Stuttgart 1966